# Liste der Bischöfe von Osimo
Die folgenden Personen waren Bischöfe von Osimo (Italien) sowie von Osimo-Cingoli:
- Heiliger Leopardo 4.–5. Jahrhundert
- ? 590–?
- Fortunatus 649–?
- Johannes 680–?
- Heiliger Vitalianus 743–?
- Germanus 826–?
- Leo 835–847?
- Andreas 833–?
- Petrus I. 887–?
- Attingo 962–?
- Cloroaldo 966–?
- Gislerio 1022–1057
- Lotario 1066–1096
- Guarniero 1118–?
- Grimaldo 1151–1157
- Gentile 1177–1205?
- Anonimo 1208–?
- Sinibaldus I. 1218–1239[1]
- Rainaldus 1240–1242[1]
- Pietro di Giorgio 1243–1248
- Matteo 1248–1256
- Bonagiunta 1256–1263
- Heiliger Benvenuto Scottivoli 1264–1282[1]
- Berardo Berardi 1283–1288?[1]
- Monaldo 1289–1292[1]
- Seliger Giovanni Ugoccione 1295–1320?[1]
- Berardo D’Ugoccione 1320–1326[1]
- Sinibaldo II. OFMConv 1326–1342[1]
- Alberto Bosoni OP 1342–1347[1]
- Luca Mannelli OP 1347–1356[2]
- Petrus II. di Simone 1358–1381[2]
- Petrus III. 1381–1400[2]
- Giovanni Grimaldeschi 1400–1413?[2]
- Bartolomeo di Giovanni 1413–1419[2]
- Petrus IV. di Francesco di Layo OFMConv 1419–1422[2]
- Nicola Bianchi OSB 1422–1434[2]
- Andrea da Montecchio 1434–1454[3]
- Giovanni de Praefectis da Vico 1454–1460[3]
- Gaspare Zacchi 1460–1474[3]
- Luca Carducci OSBCam 1474–1484[3]
- Paris Ghirardelli de Montemarto 1484–1498[3]
- Antonio di Ugolino Sinibaldi 1498–1515
- Giovanni Battista Sinibaldi 1515–1547
- Cipriano Senili 1547–1551
- Bernardino de Cupis 1551–1574
- Cornelio Fermani 1574–1588
- Teodosio Fiorenti 1588–1591
- Antonio Maria Gallo 1591–1620 (Kardinal)
- Agostino Galamimi OP 1620–1639 (Kardinal)
- Girolamo Verospi 1642–1652 (Kardinal)
- Lodovico Betti 1652–1655
- Antonio Bichi 1656–1691 (Kardinal)
- Opizio Pallavicini 1691–1700 (Kardinal)
- Michelangelo Conti 1709–1712 (dann Papst Innozenz XIII.)
- Orazio Filippo Spada 1714–1724 (Kardinal)
- Agostino Pipia OP 1724–1727 (Kardinal)
- Pietro Secondo Radicati 1728–1729
- Ferdinando Agostino Bernabei OP 1729–1734
- Giacomo Lanfredini 1734–1740
- Pompeo Conipagnoni 1740–1774
- Guido Calcagnini 1776–1807 (Kardinal)
- Giovanni Castiglione 1808–1815 (Kardinal)
- Carlo Andrea Pelagallo 1815–1822 (Kardinal)
- Ercole Dandini 1823–1824 (Kardinal)
- Gregorio Zelli OSB 1824–1827
- Timoteo Maria Ascensi OCD 1827–1828
- Giovanni Antonio Benvenuti 1828–1838 (Kardinal)
- Giovanni Soglia 1839–1856 (Kardinal)
- Giovanni Brunelli 1856–1861 (Kardinal)
- Salvatore Nobili Vitelleschi 1863–1871
- Michele Seri-Molini 1871–1888
- Egidio Mauri OP 1888–1893
- Giovanni Battista Scotti 1894–1916
- Pacifico Fiorani 1917–1924
- Monalduzio Leopardi 1926–1944
- Domenico Brizi 1945–1964
- Carlo Maccari 1972–1986
- weiter unter Liste der Bischöfe von Ancona